# Милани, Аурелио
Аурелио Милани (итал. Aurelio Milani; 14 мая 1934, Дезио — 25 ноября 2014, Милан) — итальянский футболист, центральный нападающий, лучший бомбардир чемпионата Италии сезона 1961/62.

## Карьера
Профессиональную карьеру Милани начал в клубе «Аталанта», затем на протяжении нескольких лет играл в клубах низших дивизионов, пока в 1958 году не оказался в «Сампдории», в составе которой дебютировал в Серии А. Всю свою последующую карьеру (кроме последнего сезона) играл в клубах Серии А. В составе клуба «Фиорентина» вышел в финал Кубка обладателей кубков и стал лучшим бомбардиром Серии А сезона 1961/62. Вершиной карьеры Милани стали два сезона проведённые им в «Интернационале», хоть он и не был игроком основного состава. Вместе с «Интером» он стал чемпионом Италии, дважды побеждал в Кубке чемпионов и завоевал Межконтинентальный кубок, будучи игроком «Интера» он провёл свою единственную в карьере игру за сборную Италии, 10 мая 1964 года, против сборной Швейцарии. Завершил свою карьеру Милани в 1967 году в клубе «Вербания».

## Достижения
- Чемпион Италии (1): 1964/65.
- Обладатель Кубка чемпионов (2): 1963/64, 1964/65.
- Обладатель Межконтинентального кубка (1): 1964.
- Финалист Кубка обладателей кубков (1): 1961/62.
- Лучший бомбардир Серии А (1): 1961/62.